# Donald Keck
Donald B. Keck (* 2. Januar 1941 in Lansing, Michigan) ist ein US-amerikanischer Physiker, der ein Pionier bei Lichtwellenleitern war.
Keck studierte Physik an der Michigan State University mit dem Bachelor-Abschluss 1962, dem Master-Abschluss 1964 und der Promotion 1967. Danach ging er an die Corning Glass Works, wo er Ende der 1960er Jahre mit Robert D. Maurer und Peter C. Schultz die ersten für langreichweitige Nachrichtenübertragung geeignete optische Glasfasern entwickelte, mit Verlusten unter 20 Dezibel pro Kilometer. Sie waren mit Titanium dotiert und in einem speziellen Erwärmungsprozess hergestellt.
Bei Corning war er auch an der Erfindung weiterer technologischer Fortschritte bei optischen Glasfasern wesentlich beteiligt (Germanium dotierte Glasfasern, Inside Vapor Deposition (IV), Outside Vapor Deposition (OV)).
Er wurde Leiter der Entwicklung in Optischer Physik und baute in dieser Zeit den Bereich Photonik bei Corning Glass auf. 1997 wurde er Vizepräsident und Executive Director of Research bei Corning Glass und ging 2002 in den Ruhestand. Danach baute er das Infotonics Technology Center in Canandaigu im Bundesstaat New York auf.
2000 erhielt er mit Maurer und Schultz die National Medal of Technology und 1993 wurden alle drei in die National Inventors Hall of Fame aufgenommen. 2004 wurde er Ehrendoktor des Rensselaer Polytechnic Institute.
Keck veröffentlichte über 150 Arbeiten und hält 36 Patente. 1989 wurde er Herausgeber des Journal of Light Wave Technology.